# Spring (banda)
Spring fue una banda británica de rock progresivo de los años 1970.

## Biografía
La banda se formó en Leicester en 1970. Su estructura era inusual: tres de los cinco miembros de la banda tocaban el mellotron. Realizaron su gira por Reino Unido como teloneros de The Velvet Underground. En 1971, publicaron su único álbum, Spring, que se acabaría convirtiendo con los años en una obra de culto para los seguidores del rock progresivo y el mellotron. Su estilo está emparentado entre The Moody Blues y King Crimson.
A pesar de que su segundo álbum estaba prácticamente finalizado, la banda se disolvió. Ray Martínez pasó a tocar en la banda Airwaves y el baterista Pick Withers pasó fugazmente por Brewer's Droop y Magna Carta para terminar siendo el batería de Dire Straits, que publicaría su primer álbum en 1978.

## Miembros
- Kips Brown - Piano, órgano y mellotron.
- Adrian Maloney - Bajo.
- Ray Martínez - Guitarra, guitarra de 12 cuerdas y mellotron.
- Pat Moran - Mellotron y voz.
- Pick Withers Batería y glockenspiel.

## Discografía
- Spring (1971)